# (60621) 2000 FE8
2006 RJ103 ali 2006 RJ 103 je Neptunov trojanec v Lagrangeevi točki L4 (to pomeni, da je za okoli 60° pred Neptunom)

## Odkritje
Asteroid so odkrili 27. marca leta 2000 John J. Kavelaars, Brett J. Gladman, Matthew J. Holman in J.-M. Petit na Observatoriju Mauna Kea. 

## Lastnosti
Iz podatka o absolutnem izsevu se lahko določi, da ima asteroid premer okoli 150 km.

## Naravni satelit
3. marca 2007 so objavili, da ima asteroid tudi naravni satelit s premerom okoli 115 km (to je 75 % centralnega telesa).
Razdalja med asteroidom in njegovo luno je 1.200 km. Luno so odkrili na posnetkih.